# Andris Nelsons

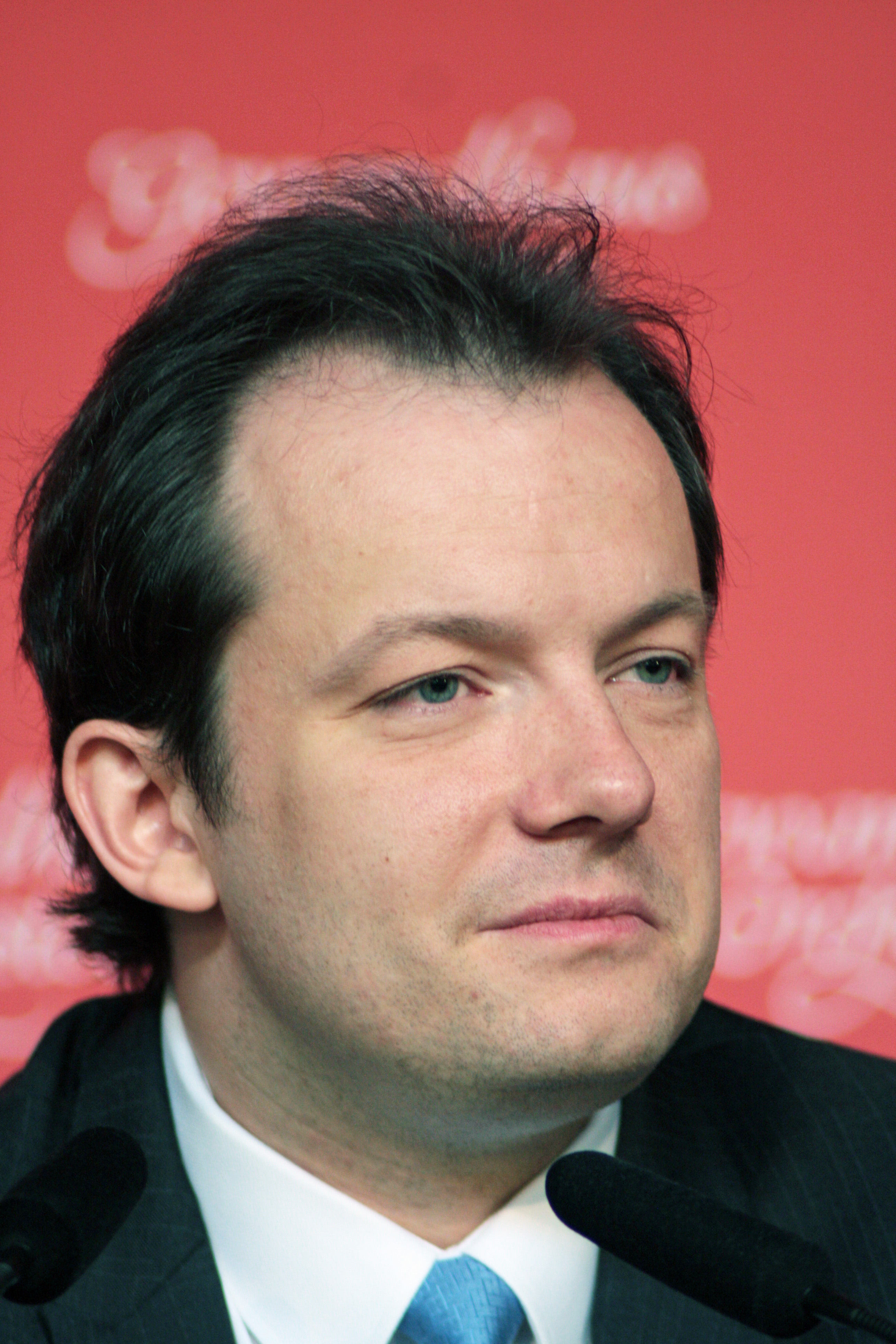
Andris Nelsons, 2015

Andris Nelsons (* 18. November 1978 in Riga, Lettische SSR, Sowjetunion) ist ein lettischer Dirigent und 21. Gewandhauskapellmeister des Leipziger Gewandhausorchesters sowie Chefdirigent und Musikdirektor des Boston Symphony Orchestra.

## Leben und Wirken
Nelsons, Sohn einer Musikerfamilie, wuchs in Riga auf. Nachdem er Unterricht im Fach Trompete an der Emīls-Dārziņš-Musikschule des lettischen Konservatoriums in Riga genommen und hier erste Dirigiererfahrungen gemacht hatte, studierte er an der lettischen Musikakademie und anschließend am Sankt Petersburger Konservatorium bei Alexander Titow. Gleichzeitig belegte er Meisterkurse im Fach Dirigieren bei Neeme Järvi und Jorma Panula. Zudem nahm er ab 2002 Privatunterricht bei Mariss Jansons.
Seine erste Stelle hatte Andris Nelsons als Trompeter im Orchester der Lettischen Nationaloper. Während dieser Zeit bildete er sich als Dirigent fort. Nach Abschluss seines Studiums sammelte er zahlreiche internationale Erfahrungen als Orchesterleiter, unter anderem in Finnland und in den USA (zum Beispiel beim Chicago Civic Orchestra, wo er unter anderem Konzerte mit Gidon Kremer als Solist dirigierte).
In der Spielzeit 2003/04 wurde Andris Nelsons im Alter von 24 Jahren Chefdirigent der Lettischen Nationaloper in Riga. Hier war er als Dirigent an der Inszenierung von Richard Wagners Der Ring des Nibelungen beteiligt, einem Gemeinschaftsprojekt der Lettischen Nationaloper und des Bergen International Festival, das sich bis 2009 erstreckte und 2006 mit der Aufführung des Rheingolds in Riga und in Bergen startete. In der Saison 2005/06 gab er sein Debüt beim BBC Philharmonic sowie beim Rundfunk-Sinfonieorchester Berlin.
Von 2006 bis 2009 war er Chefdirigent der Nordwestdeutschen Philharmonie in Herford. In derselben Saison gab er sein Debüt an der Deutschen Oper Berlin mit Giacomo Puccinis La Bohème. Seither debütierte er unter anderem an der Wiener Staatsoper, bei den Wiener Philharmonikern, den Wiener Symphonikern, an der Metropolitan Opera (New York), an der Berliner Staatsoper Unter den Linden, am Royal Opera House Covent Garden in London, bei den Berliner Philharmonikern, dem New York Philharmonic Orchestra, dem Boston Symphony Orchestra, dem Concertgebouw-Orchester Amsterdam, dem Tonhalle-Orchester Zürich, dem Cleveland Orchestra, dem Orchestre National de France, dem Gewandhausorchester Leipzig und der Sächsischen Staatskapelle Dresden.
Im September 2008 benannte das City of Birmingham Symphony Orchestra Nelsons als seinen zwölften Chefdirigenten und Musikdirektor. Sein Vertrag begann mit der Spielzeit 2008/09 und wurde bis 2013/14 verlängert.
Sein Debüt bei den Bayreuther Festspielen gab er bei der Eröffnung am 25. Juli 2010 mit Wagners Lohengrin, inszeniert von Hans Neuenfels. Für die Festspiele 2016 war er für die musikalische Leitung der Parsifal-Neuinszenierung vorgesehen. Er legte das Dirigat jedoch im Juni 2016 zurück.
Seit der Spielzeit 2014/15 ist Nelsons Chefdirigent des Boston Symphony Orchestra. Im Sommer 2014 leitete Nelsons das Lucerne Festival Orchestra. Anfang August 2015 teilte das Orchester mit, aus dem Fünf- sei ein Achtjahresvertrag gemacht worden. Zwei Spielzeiten waren die Musiker zuvor ohne Chef gewesen.
Am 9. September 2015 wurde er als designierter Gewandhauskapellmeister in der Nachfolge Riccardo Chaillys vorgestellt. Da sich ein vorzeitiger Amtsantritt zum 1. Mai 2017 aus organisatorischen Gründen nicht realisieren ließ, übernahm Nelsons das Amt am 1. Februar 2018, dirigierte jedoch bereits in der Spielzeit 2016/17 das Gewandhausorchester. Nelsons wurde bis zum 31. Juli 2022 als Gewandhauskapellmeister gewählt. Sein Antrittskonzert fand am 22. Februar 2018 im Rahmen der drei Festwochen rund um den 275. Orchestergeburtstag statt, der Festakt zu Nelsons’ Amtseinführung war am 23. Februar 2018 im Leipziger Alten Rathaus.
Am 1. Januar 2020 dirigierte Andris Nelsons das Neujahrskonzert der Wiener Philharmoniker. Im selben Jahr wurde bekannt, dass Nelsons beim Gewandhausorchester Leipzig bis 2027 verlängert hat. Auch sein Vertrag beim Boston Symphony Orchestra wurde bis 2025 ausgedehnt und mit einer automatischen Verlängerungsoption ergänzt.

## Familie
Von 2011 bis 2018 war Andris Nelsons mit der lettischen Sopranistin Kristīne Opolais verheiratet. 2011 wurde ihre gemeinsame Tochter Adriana Anna geboren. Im Frühjahr 2019 heiratete Andris Nelsons erneut. Die Hochzeit mit Alice Heidler fand in privatem Kreis in Bayern statt.

## Auszeichnungen
- 2001 wurde Andris Nelsons für herausragende Leistungen mit dem Großen Musikpreis von Lettland geehrt.
- Die beim Label Orfeo International erschienene Einspielung von Tschaikowskis Sinfonie Nr. 5 und der Hamlet-Ouvertüre (2009) hat den Preis der deutschen Schallplattenkritik erhalten. Mit dem gleichen Preis wurden sowohl die CD mit den Violinkonzerten von Beethoven und Berg mit dem WDR Sinfonieorchester Köln und Arabella Steinbacher (2009) als auch seine Aufnahme von Antonín Dvořák: Sinfonie Nr. 9 mit dem Symphonieorchester des Bayerischen Rundfunks auf dem Label BR-Klassik (2013) ausgezeichnet.
- 2012 erhielt Nelsons den Diapason d’or für seine im Mai 2012 erschienene DVD beziehungsweise Blu-ray Disc eines Live-Konzerts mit dem Concertgebouw-Orchester beim Lucerne Festival 2011, bei dem Richard Wagners Rienzi-Ouvertüre, der Tanz der sieben Schleier aus Salome von Richard Strauss sowie die 8. Sinfonie von Dmitri Schostakowitsch aufgeführt wurden.
- 2016 erhielt Andris Nelsons mit dem Boston Symphony Orchestra den Grammy Award in der Kategorie „Beste orchestrale Ausführung 2015“ für das Album Shostakovich: Under Stalin’s Shadow – Symphony No. 10, notiert auf Deutsche Grammophon.[15]
- 2016 erhielt Nelsons den mit 25.000 Euro dotierten Preis der Dresdner Musikfestspiele.

## Diskografie
CDs
- 2007: Schostakowitsch: Violinkonzerte No. 1 & 2; Symphonieorchester des Bayerischen Rundfunks, Solistin: Arabella Steinbacher (Orfeo)
- 2008: Tschaikowski: Souvenir Russe; City of Birmingham Symphony Orchestra, Solistin: Baiba Skride (Sony)
- 2009: Berg & Beethoven: Violinkonzerte; WDR Sinfonieorchester Köln, Solistin: Arabella Steinbacher (Orfeo)
- 2009: Tschaikowski: Symphony No. 5 / Hamlet Overture; City of Birmingham Symphony Orchestra (Orfeo)
- 2009: Strauss: Ein Heldenleben & Rosenkavalier-Suite; City of Birmingham Symphony Orchestra (Orfeo)
- 2010: Stravinsky: The Firebird / Symphony of Psalms; City of Birmingham Symphony Orchestra (Orfeo)
- 2011: Tschaikowski: Symphony No. 6 / Romeo and Juliet; City of Birmingham Symphony Orchestra (Orfeo)
- 2011: Strauss: Eine Alpensinfonie & Salomes Tanz; City of Birmingham Symphony Orchestra (Orfeo)
- 2011: Chopin: Piano Concertos; Staatskapelle Berlin, Solist: Daniel Barenboim (Deutsche Grammophon)
- 2011: Tschaikowski: Symphony No. 4 / Francesca da Rimini op. 32; City of Birmingham Symphony Orchestra (Orfeo)
- 2012: Puccini: Suor Angelica; WDR Sinfonieorchester Köln, WDR Rundfunkchor Köln, Solistinnen: Kristīne Opolais, Lioba Braun, Mojca Erdmann, Nadezha Serdyuk (Orfeo)
- 2013: Dvořák: Symphonie Nr. 9 „Aus der neuen Welt“ / Heldenlied op. 111; Symphonieorchester des Bayerischen Rundfunks (BR-Klassik)
- 2013: Brahms: Piano Concertos Nos. 1 & 2; Symphonieorchester des Bayerischen Rundfunks / Wiener Philharmoniker, Solistin: Hélène Grimaud (Deutsche Grammophon)
- 2014: Strauss: Also Sprach Zarathustra, Don Juan & Till Eulenspiegel; City of Birmingham Symphony Orchestra (Orfeo)
- 2014: Wagner: Overture to Tannhäuser / Sibelius: Symphony No. 2; Boston Symphony Orchestra (BSO Classics)
- 2015: Tschaikowski: Manfred Symphony / Slawischer Marsch; City of Birmingham Symphony Orchestra (Orfeo)
- 2015: Schostakowitsch: Under Stalin’s Shadow - Symphony No. 10 / Passacaglia from „Lady Macbeth of Mtsensk“; Boston Symphony Orchestra (Deutsche Grammophon)
- 2016: Abrahamsen: let me tell you; Symphonieorchester des Bayerischen Rundfunks, Solistin: Barbara Hannigan (Winter & Winter)
- 2016: Dvořák & Schumann: Piano Concertos; City of Birmingham Symphony Orchestra, Solist: Stephen Hough (Hyperion)
- 2016: Schostakowitsch: Under Stalin´s Shadow - Symphonies Nos. 5, 8 & 9 / Suite from „Hamlet“; Boston Symphony Orchestra (Deutsche Grammophon)
- 2017: Brahms: The Symphonies; Boston Symphony Orchestra (BSO Classics)
- 2017: Bruckner: Symphony No. 3 / Wagner: Tannhäuser Overture; Gewandhausorchester Leipzig (Deutsche Grammophon)
- 2017: Strauss: Oboe Concerto / Wind Serenade / Wind Sonatina No. 2; Concertgebouw-Orchester, Solist: Alexei Ogrintchouk (BIS)
- 2018: Bruckner: Symphony No. 4 / Wagner: Lohengrin - Prelude to Act 1; Gewandhausorchester Leipzig (Deutsche Grammophon)
- 2018: Bruckner: Symphony No. 7 / Wagner: Siegfried`s Funeral March; Gewandhausorchester Leipzig (Deutsche Grammophon)
- 2018: Schostakowitsch: Symphonies Nos. 4 & 11; Boston Symphony Orchestra (Deutsche Grammophon)
- 2018: Wagner: Lohengrin (Live Recording from Bayreuth Festival 2011); Bayreuth Festival Orchestra and Chorus, Solisten: Klaus Florian Vogt (Titelrolle) und weitere (Opus Arte)
- 2019: Schostakowitsch: Under Stalin´s Shadow - Symphonies Nos. 6 & 7 / Suite from the Incidental Music to King Lear, Op. 58a, Festive Overture, Op. 96; Boston Symphony Orchestra (Deutsche Grammophon)
- 2019: Bruckner: Symphonies Nos. 6 & 9 / Wagner: Siegfried-Idyll, Parsifal Prelude; Gewandhausorchester Leipzig (Deutsche Grammophon)
- 2019: Beethoven: Complete Symphonies; Wiener Philharmoniker (Deutsche Grammophon)
- 2020: Neujahrskonzert 2020 mit den Wiener Philharmonikern (Sony Classical)
- 2021: Bruckner: Symphonies Nos. 2 & 8 / Wagner: Meistersinger-Prelude; Gewandhausorchester Leipzig (Deutsche Grammophon)
- 2021: Schostakowitsch: Symphonies Nos. 1, 14 & 15 / Chamber Symphony in C Minor; Boston Symphony Orchestra, Solisten: Alexander Tsymbalyuk, Kristine Opolais (Deutsche Grammophon)
- 2021: Gubaidulina: Dialog: Ich und Du / The Wrath of God / The Light of the End; Gewandhausorchester Leipzig, Solist: Vadim Repin (Deutsche Grammophon)
- 2022: Bruckner: Symphonies Nos. 1 & 5 / Wagner: Tristan und Isolde Prelude & Liebestod; Gewandhausorchester Leipzig (Deutsche Grammophon)
- 2022: Strauss: Symphonic Works; Boston Symphony Orchestra / Gewandhausorchester Leipzig, Solisten: Yuja Wang, Yo-Yo Ma (Deutsche Grammophon)
- 2022: Sommernachtskonzert der Wiener Philharmoniker 2022, Solist: Gautier Capuçon[16][17]

## Film
- Der Dirigent Andris Nelsons. Genius on Fire. Dokumentarfilm, Deutschland, 2012, 52 Min., Buch und Regie: Astrid Bscher, Produktion: FritzFilm, WDR, arte, Erstsendung: 21. November 2012 bei arte[18]
- Andris Nelsons - Maestro ohne Allüren. Filmporträt, Deutschland, 30 Min., Film von Carmen Belaschk, Mitteldeutscher Rundfunk; aus der Reihe „Lebensläufe“ (MDR Kultur)[19][20]